# Keine Lust
"Keine Lust" is een nummer van de Duitse band Rammstein. Het kwam als single uit op 28 februari, 2005 in Duitsland, Oostenrijk en Zwitserland als maxi-single, een limited edition digipak-single en als een two-track.
Letterlijk betekent 'Keine Lust' Geen zin.

## Tekst
| Keine Lust |  | Nederlandse vertaling |
| --- |  | --- |
| Ich hab' keine Lust Ich hab' keine Lust Ich habe keine Lust mich nicht zu hassen Hab' keine Lust mich anzufassen Ich hätte Lust zu onanieren Hab' keine Lust es zu probieren Ich hätte Lust mich auszuziehen Hab' keine Lust mich nackt zu sehen Ich hätte Lust mit großen Tieren Hab' keine Lust es zu riskieren Hab' keine Lust vom Schnee zu gehen Hab' keine Lust zu erfrieren Raah Ich hab keine Lust Ich hab keine Lust Nein ich hab keine Lust Ich habe keine Lust etwas zu kauen Denn ich hab' keine Lust es zu verdauen Hab' keine Lust mich zu wiegen Hab' keine Lust im Fett zu liegen Ich hätte Lust mit großen Tieren Hab' keine Lust es zu riskieren Hab' keine Lust vom Schnee zu gehen Hab' keine Lust zu erfrieren Ich bleibe einfach liegen Und wieder zähle ich die Fliegen Lustlos fasse ich mich an Und merke bald ich bin schon lange kalt So kalt Mir ist kalt, so kalt Mir ist kalt Mir ist kalt, so kalt Mir ist kalt, so kalt Mir ist kalt Ich hab' keine Lust |  | Ik heb geen zin Ik heb geen zin Ik heb geen zin om mezelf niet te haten Heb geen zin mezelf aan te raken Ik heb zin om te masturberen Heb geen zin het te proberen Ik zou zin hebben om me uit te kleden Ik heb geen zin mezelf naakt te zien Ik zou zin hebben met grote dieren Heb geen zin het te riskeren Heb geen zin om van de sneeuw te gaan Heb geen zin om te bevriezen Raah Ik heb geen zin Ik heb geen zin Nee, ik heb geen zin Ik heb geen zin ergens op te kauwen Want ik heb geen zin het te verteren Heb geen zin me te wegen Heb geen zin om in het vet te liggen Ik zou zin hebben met grote dieren Heb geen zin het te riskeren Heb geen zin om van de sneeuwte gaan Heb geen zin om te bevriezen Ik blijf simpelweg hier liggen En weer tel ik de vliegen Lusteloos raak ik mezelf aan En bemerk ik dat ik al lang koud ben Zo koud Ik heb het koud, zo koud Ik heb het koud Ik heb het koud, zo koud Ik heb het koud, zo koud Ik heb het koud Ik heb geen zin |

## Track listing
1. Keine Lust
2. Keine Lust (Remix No. 1 door Clawfinger)
3. Keine Lust (The Psychosonic Remix door DJ Drug)
4. Keine Lust (Bozz Remix door Azad)
5. Keine Lust (Jazz Remix door Clawfinger)
6. Keine Lust (Black Strobe Remix)
7. Keine Lust (Curve Remix door Front 242)
8. Keine Lust (Ich zähl die Fliegen Remix door Krieger)